# Marius Christensen
Peter Marius Meilsøe Christensen (24. juni 1874 i Sundbyvester – 25. juni 1907 i København) var en dansk fotograf.
Han åbnede fotografisk atelier på Amagertorv 19 i København i 1890'erne og blev medlem af Dansk Photographisk Forening i 1896. Under sit eget navn og navnet "Atelier Moderne" var han en meget benyttet portrætfotograf i et halvt årti fra ca. 1900 til sin død. Hans fotografier kendetegnes ofte ved meget stærk kontrast og sort/mørk baggrund. Hans bomærke kendetegnes af skønvirkestilen.
Hans enke fortsatte forretningen nogle få år.